# Фабрегас, Хорхе
Хорхе Фабрегас Боск (исп. Jorge Fábregas Bosch, кат. Jordi Fàbregas i Bosch, 26 июля 1947, Барселона, Испания) — испанский хоккеист (хоккей на траве), полузащитник. 

## Биография
Хорхе Фабрегас Боск родился 26 июля 1947 года в испанском городе Барселона.
Играл в хоккей на траве за «Поло» из Барселоны в течение всей карьеры. Шесть раз выигрывал чемпионат Каталонии (1972, 1974—1975, 1977—1979), четыре раза — Кубок Короля (1970, 1974, 1976, 1979), три раза — чемпионат Испании (1970, 1977—1978). В 1979 году играл в финале Кубка европейских чемпионов, в котором «Поло» проиграл нидерландскому «Клейн Звитсерланд» (1:2).
В 1968 году вошёл в состав сборной Испании по хоккею на траве на Олимпийских играх в Мехико, занявшей 6-е место. Играл на позиции полузащитника, провёл 7 матчей, забил 2 мяча в ворота (по одному в ворота сборных Бельгии и Кении).
В 1972 году вошёл в состав сборной Испании по хоккею на траве на Олимпийских играх в Мюнхене, занявшей 7-е место. Играл на позиции полузащитника, провёл 8 матчей, забил 4 мяча (два в ворота сборной Франции, по одному — Пакистану и Уганде).
В 1976 году вошёл в состав сборной Испании по хоккею на траве на Олимпийских играх в Монреале, занявшей 6-е место. Играл на позиции полузащитника, провёл 7 матчей, забил 1 мяч в ворота сборной Бельгии.

## Семья
Представитель хоккейной и олимпийской династии. Младшие братья Хорхе Фабрегаса Франсиско Фабрегас (род. 1949) и Эдуардо Фабрегас (род. 1963), двоюродные братья Хуан Кинтана (род. 1946) и Рамон Кинтана (род. 1950), племянники Кико Фабрегас (род. 1977) и Алекс Фабрегас (род. 1980) также выступали за сборную Испании по хоккею на траве.
Франсиско Фабрегас участвовал в летних Олимпийских играх 1968, 1972, 1976 и 1980 (серебро) годов, Эдуардо Фабрегас — 1988 года, Кико Фабрегас — 2000, 2004 и 2008 (серебро) годов, Хуан Кинтана — 1968 и 1972 годов, Рамон Кинтана — 1972 и 1976 годов, Алекс Фабрегас — 2004, 2008 (серебро) и 2012 годов.